# Poecile
Poecile é um género de ave da família Paridae.

## Espécies
Este género contém as seguintes espécies:
- Chapim-de-sobrancelhas-brancas - Poecile superciliosus
- Chapim-sombrio - Poecile lugubris
- Chapim-da-lapónia - Poecile cinctus
- Chapim-de-dorso-castanho - Poecile rufescens
- Chapim-de-barrete-pardo - Poecile hudsonicus
- Chapim-do-méxico - Poecile sclateri
- Chapim-da-carolina - Poecile carolinensis
- Chapim-de-cabeça-preta - Poecile atricapillus
- Chapim-das-rochosas - Poecile gambeli
- Chapim-de-david - Poecile davidi
- Chapim-de-barba-preta - Poecile hypermelaenus
- Chapim-palustre - Poecile palustris
- Chapim-de-sujuão - Poecile weigoldicus
- Chapim-do-irão - Poecile hyrcanus
- Chapim-montês - Poecile montanus